# Панамериканский чемпионат по самбо 2017
Панамериканский чемпионат по самбо 2017 года прошёл в городе Гвадалахара-де-Буга (Колумбия) 6-10 июля.

## Медалисты

### Мужчины
| Весовая категория | Золото                       | Серебро                                      | Бронза                                                                 |
| ----------------- | ---------------------------- | -------------------------------------------- | ---------------------------------------------------------------------- |
| до 52 кг          | Хосе Линарес · Венесуэла     | Кристиан Гонсалес · Колумбия                 | Леон Симахов · США Марио Квинтеро · Никарагуа                          |
| до 57 кг          | Хосе Гирон · Венесуэла       | Даринсон Северино · Доминиканская Республика | Рикардо Алькантара · Мексика Уилсон Мунос · Колумбия                   |
| до 62 кг          | Лукас Боррегалес · Венесуэла | Джефрид Гарсия · Никарагуа                   | Карлос Риаскос · Колумбия Джек Гузман · Перу                           |
| до 68 кг          | Сэнди Михарес · Венесуэла    | Арит Диас · Колумбия                         | Франциско Гузман · Доминиканская Республика Энтони Молина · Коста-Рика |
| до 74 кг          | Леонардо Субиза · США        | Ройсиро Кастро · Колумбия                    | Хосе Гуанипа · Венесуэла Луис Медрано · Доминиканская Республика       |
| до 82 кг          | Даниэль Агуире · Колумбия    | Мигель Канелон · Венесуэла                   | Диого Дуарте · Бразилия Брайан Тамайо · Эквадор                        |
| до 90 кг          | Георгий Прангишвили · США    | Мануэль Морено · Венесуэла                   | Хосе Торрес · Мексика Андрес Сиерра · Колумбия                         |
| до 100 кг         | Эрнесто Гилва · Куба         | Тойлимурад Назаров · США                     | Анджел Дельгадо · Мексика Цезарь Винаско · Колумбия                    |
| свыше 100 кг      | Кирилл Созин · Канада        | Александр Фишетти · США                      | Либер Кольменарес · Венесуэла Мойзес Фредерик · Никарагуа              |

#### Командный зачёт
*   Принимающая страна (Колумбия)
| Место           | Страна                   | Золото | Серебро | Бронза | Всего |
| --------------- | ------------------------ | ------ | ------- | ------ | ----- |
| 1               | Венесуэла                | 4      | 2       | 2      | 8     |
| 2               | США                      | 2      | 2       | 1      | 5     |
| 3               | Колумбия*                | 1      | 3       | 4      | 8     |
| 4               | Канада                   | 1      | 0       | 0      | 1     |
| 4               | Куба                     | 1      | 0       | 0      | 1     |
| 6               | Доминиканская Республика | 0      | 1       | 2      | 3     |
| 6               | Никарагуа                | 0      | 1       | 2      | 3     |
| 8               | Мексика                  | 0      | 0       | 3      | 3     |
| 9               | Бразилия                 | 0      | 0       | 1      | 1     |
| 9               | Коста-Рика               | 0      | 0       | 1      | 1     |
| 9               | Перу                     | 0      | 0       | 1      | 1     |
| 9               | Эквадор                  | 0      | 0       | 1      | 1     |
| Всего стран: 12 | Всего стран: 12          | 9      | 9       | 18     | 36    |

### Женщины
| Весовая категория | Золото                       | Серебро                                    | Бронза                                                               |
| ----------------- | ---------------------------- | ------------------------------------------ | -------------------------------------------------------------------- |
| до 48 кг          | Мария Гуэдес · Венесуэла     | Джулия Квитерио · Доминиканская Республика | Джессика Перес · Коста-Рика Сандра Эрнандес · Колумбия               |
| до 52 кг          | Луизанья Кампос · Венесуэла  | Мария Майорка · Колумбия                   | Татьяна Ангуло · Сальвадор                                           |
| до 56 кг          | Рейна Кордоба · Коста-Рика   | Хендримар Родригес · Венесуэла             | Вики Фонсека · Никарагуа Гина Аренас · Колумбия                      |
| до 60 кг          | Сайра Лагуна · Никарагуа     | Ендри Рохас · Коста-Рика                   | Лина Нарвес · Колумбия Йоэлиза Контрерас · Доминиканская Республика  |
| до 64 кг          | Андреа Менегаззо · Сальвадор | Моника Мунос · Мексика                     | Анджелика Ангуло · Колумбия Мэри Паниагуа · Доминиканская Республика |
| до 68 кг          | Сандра Тимана · Венесуэла    | Лусия Нуньес · Перу                        | Дженни Мунос · Колумбия                                              |
| до 72 кг          | Кэти Брайант · Канада        | Малена Диас · Куба                         |                                                                      |
| до 80 кг          | Мирта Нивес · Куба           | Андрелис Товар · Венесуэла                 |                                                                      |

#### Командный зачёт
*   Принимающая страна (Колумбия)
| Место           | Страна                   | Золото | Серебро | Бронза | Всего |
| --------------- | ------------------------ | ------ | ------- | ------ | ----- |
| 1               | Венесуэла                | 3      | 2       | 0      | 5     |
| 2               | Коста-Рика               | 1      | 1       | 1      | 3     |
| 3               | Куба                     | 1      | 1       | 0      | 2     |
| 4               | Никарагуа                | 1      | 0       | 1      | 2     |
| 5               | Гватемала                | 1      | 0       | 0      | 1     |
| 5               | Канада                   | 1      | 0       | 0      | 1     |
| 7               | Колумбия*                | 0      | 1       | 5      | 6     |
| 8               | Доминиканская Республика | 0      | 1       | 2      | 3     |
| 9               | Мексика                  | 0      | 1       | 0      | 1     |
| 9               | Перу                     | 0      | 1       | 0      | 1     |
| 11              | Сальвадор                | 0      | 0       | 1      | 1     |
| Всего стран: 11 | Всего стран: 11          | 8      | 8       | 10     | 26    |

### Боевое самбо
| Весовая категория | Золото                                      | Серебро                                 | Бронза                                                    |
| ----------------- | ------------------------------------------- | --------------------------------------- | --------------------------------------------------------- |
| до 52 кг          | Хосе Тремонт · Венесуэла                    | Гершом Грифит · Тринидад и Тобаго       | Марио Квинтеро · Никарагуа Вилмер Эскобар · Колумбия      |
| до 57 кг          | Хуго Эспиноза · Мексика                     | Уилсон Мунос · Колумбия                 | Хуан Мур · Аргентина                                      |
| до 62 кг          | Лукас Боррегалес · Венесуэла                | Джон Галвис · Колумбия                  | Алрик Ванлис · Ямайка Федерико Сориано · Уругвай          |
| до 68 кг          | Франциско Гузман · Доминиканская Республика | Хорхе Майдана · Аргентина               | Даниэль Гутиэрес · Венесуэла Хосе Ривера · Никарагуа      |
| до 74 кг          | Джонсон Джаджуте · США                      | Луис Медрано · Доминиканская Республика | Хуан Монтойя · Колумбия Давид Виллареал · Аргентина       |
| до 82 кг          | Харольд Андраде · Колумбия                  | Мэтью Колквухун · Ямайка                | Йохан Дельгадилло · Боливия Мигель Канелон · Венесуэла    |
| до 90 кг          | Брайан Джонс · США                          | Роки Бизуэт · Мексика                   | Брайан Писаро · Чили Диего Мена · Колумбия                |
| до 100 кг         | Эрнесто Гилва · Куба                        | Хуан Касас · Колумбия                   | Освальдо Руис · Мексика Мартин Джозеф · Тринидад и Тобаго |
| свыше 100 кг      | Майкл Салливан · США                        | Марлон Фрейтас · Колумбия               | Хорхе Миселем · Гондурас                                  |

#### Командный зачёт
*   Принимающая страна (Колумбия)
| Место           | Страна                   | Золото | Серебро | Бронза | Всего |
| --------------- | ------------------------ | ------ | ------- | ------ | ----- |
| 1               | США                      | 3      | 0       | 0      | 3     |
| 2               | Венесуэла                | 2      | 0       | 2      | 4     |
| 3               | Колумбия*                | 1      | 4       | 3      | 8     |
| 4               | Мексика                  | 1      | 1       | 1      | 3     |
| 5               | Доминиканская Республика | 1      | 1       | 0      | 2     |
| 6               | Куба                     | 1      | 0       | 0      | 1     |
| 7               | Аргентина                | 0      | 1       | 2      | 3     |
| 8               | Тринидад и Тобаго        | 0      | 1       | 1      | 2     |
| 8               | Ямайка                   | 0      | 1       | 1      | 2     |
| 10              | Никарагуа                | 0      | 0       | 2      | 2     |
| 11              | Боливия                  | 0      | 0       | 1      | 1     |
| 11              | Гондурас                 | 0      | 0       | 1      | 1     |
| 11              | Уругвай                  | 0      | 0       | 1      | 1     |
| 11              | Чили                     | 0      | 0       | 1      | 1     |
| Всего стран: 14 | Всего стран: 14          | 9      | 9       | 16     | 34    |

## Общий зачёт
*   Принимающая страна (Мексика)
| Место           | Страна                   | Золото | Серебро | Бронза | Всего |
| --------------- | ------------------------ | ------ | ------- | ------ | ----- |
| 1               | Венесуэла                | 9      | 4       | 4      | 17    |
| 2               | США                      | 5      | 2       | 1      | 8     |
| 3               | Куба                     | 3      | 1       | 0      | 4     |
| 4               | Колумбия*                | 2      | 8       | 12     | 22    |
| 5               | Канада                   | 2      | 0       | 0      | 2     |
| 6               | Доминиканская Республика | 1      | 3       | 4      | 8     |
| 7               | Мексика                  | 1      | 2       | 4      | 7     |
| 8               | Никарагуа                | 1      | 1       | 5      | 7     |
| 9               | Коста-Рика               | 1      | 1       | 2      | 4     |
| 10              | Гватемала                | 1      | 0       | 0      | 1     |
| 11              | Аргентина                | 0      | 1       | 2      | 3     |
| 12              | Перу                     | 0      | 1       | 1      | 2     |
| 12              | Тринидад и Тобаго        | 0      | 1       | 1      | 2     |
| 12              | Ямайка                   | 0      | 1       | 1      | 2     |
| 15              | Боливия                  | 0      | 0       | 1      | 1     |
| 15              | Бразилия                 | 0      | 0       | 1      | 1     |
| 15              | Гондурас                 | 0      | 0       | 1      | 1     |
| 15              | Сальвадор                | 0      | 0       | 1      | 1     |
| 15              | Уругвай                  | 0      | 0       | 1      | 1     |
| 15              | Чили                     | 0      | 0       | 1      | 1     |
| 15              | Эквадор                  | 0      | 0       | 1      | 1     |
| Всего стран: 21 | Всего стран: 21          | 26     | 26      | 44     | 96    |